# Comuna de Lubień Kujawski
Lubień Kujawski (polaco: Gmina Lubień Kujawski) é uma gminy (comuna) na Polónia, na voivodia de Cujávia-Pomerânia e no condado de Włocławski. A sede do condado é a cidade de Lubień Kujawski.
De acordo com os censos de 2004, a comuna tem 7603 habitantes, com uma densidade 50,6 hab/km².

## Área
Estende-se por uma área de 150,21 km², incluindo:
- área agricola: 87%
- área florestal: 5%

## Demografia
Dados de 30 de Junho 2004:
|                      | Total   | Total | Mulheres | Mulheres | Homens  | Homens |
| -------------------- | ------- | ----- | -------- | -------- | ------- | ------ |
|                      | pessoas | %     | pessoas  | %        | pessoas | %      |
| População            | 7603    | 100   | 3762     | 49,5     | 3841    | 50,5   |
| Densidade (pop./km²) | 50,6    | 100   | 25       | 25       | 25,6    | 25,6   |

De acordo com dados de 2002, o rendimento médio per capita ascendia a 1275,56 zł.

## Subdivisões
- Antoniewo, Bagno, Beszyn, Bilno, Błędowo, Chojny, Czaple, Dziankowo, Gagowy, Gliznowo, Gole, Kaliska, Kanibród, Kłóbka, Kobyla Łąka, Kretkowo, Krzewie, Modlibórz, Morzyce, Narty, Rutkowice, Rzeżewo, Szewo, Świerna, Wiktorowo, Wola Dziankowska, Wola Olszowa.

## Comunas vizinhas
- Baruchowo, Choceń, Chodecz, Gostynin, Kowal, Łanięta, Nowe Ostrowy